# Лори Греъм
Лори Греъм (на английски: Laurie Graham) е английска журналистка, сценаристка и писателка на произведения в жанра любовен роман и сатира.

## Биография и творчество
Лори Греъм е родена на 25 ноември 1947 г. в Лестър, Англия. От малка чете много книги.
След завършването на колежа се омъжва и има 4 дъщери в продължение на пет години. В началото на 80-те години се развежда и остава без средства, за да се издържа и гледа дъщерите си. Тогава започва работа към Кралския съд. Едновременно с това започва да пише романи.
След дълги опити и много труд първият ѝ роман „The Man for the Job“ е публикуван през 1986 г.
В периода 1987 – 1991 г. пише седмична колонка за вестници „Дейли Телеграф“ или „Съндей Телеграф“. След това е била редактор към списанията „Тя“ и „Космополитън“.
В допълнение към писането на романи пише сценарии и адаптации за BBC Radio.
С втория си съпруг нюйоркчанина Хауърд се запознава през 1996 г. и се омъжва за него през 1998 г. През 1999 г. се преместват във Венеция, където живеят в продължение на 10 години. Съпругът ѝ обаче се разболява тежко и те се преместват в Ирландия при дъщерите ѝ.
Лори Греъм живее със семейството си в Дъблин, Ирландия.

## Произведения

### Самостоятелни романи
- The Man for the Job (1986)
- The Ten O'Clock Horses (1996)
- Perfect Meringues (1997)
- The Dress Circle (1998)
- Dog Days, Glenn Miller Nights (2000)
- The Future Homemakers of America (2001)
- The Unfortunates (2002)
- The Great Husband Hunt (2003)
- Mr. Starlight (2004)
- Gone With the Windsors (2005)
- The Importance of Being Kennedy (2007)
- Life According to Lubka (2009)
Животът според Любка, изд.: Жанет 45, Пловдив (2010), прев. Аглика Маркова
- At Sea (2010)
- A Humble Companion (2012)
- The Liar's Daughter (2013)
- The Grand Duchess of Nowhere (2014)
- The Night in Question (2015)
- Band of Sisters (2017)

### Документалистика
- Parents' Survival Guide (1986)
- A Marriage Survival Guide (1988)
- Getting It Right (1989)
- Generation Games (1990)
- Rebuilding the House (1990)
- The British Abroad (1991)
- Teenagers (1992)